# Ясен Пенчев
Ясен Пенчев е български политик, народен представител от БСП.
Завършва специалността „Психология“ в Софийския университет, след което специализира политология в Москва.
През по-голямата част от живота си се занимава с политическа и обществена дейност – през последните 18 години като член на БСП. Бил е заместник-кмет на Община Добрич и общински съветник. От 2005 г. е народен представител.
Умира в София след продължително боледуване на 11 декември 2007 г.